# اونکنباخ
اونکنباخ (به آلمانی: Unkenbach) یک شهر در آلمان است که در دنرسبرگکرایس واقع شده‌است. اونکنباخ ۲۴۵ نفر جمعیت دارد.